# Nicos Poulantzas
Nicos Poulantzas ou Níkos Poulantzás (en grec moderne : Νίκος Πουλαντζάς), né le 21 septembre 1936 à Athènes, mort le 3 octobre 1979 à Paris, est un philosophe, politologue et sociologue français d'origine grecque ; ses travaux ont une orientation générale marxiste, avec les influences particulières d'Antonio Gramsci et de Louis Althusser.

## Biographie

### Jeunesse et études
En Grèce, il fait des études de droit durant les années 1950 ; il est actif dans le mouvement étudiant et rejoint l'Union de la gauche démocratique (EDA), organisation légale émanant du Parti communiste de Grèce, alors interdit.
Il vient en France en 1960 et y obtient un doctorat en philosophie du droit. 

### Parcours professionnel
D'abord influencé par Jean-Paul Sartre, Georg Lukacs et Lucien Goldmann, Poulantzas se détourne progressivement de ces approches jugées « historicistes » et se rapproche de Louis Althusser et de la mouvance structuraliste, qu'il ne rejoindra cependant jamais complètement, avant de l'abandonner dans les années 1970, jugeant ses premiers travaux « théoricistes ».
Il devient professeur à l'université Paris 8, où il enseigne la sociologie de 1968 à sa mort. Durant les années 1960, il est membre du Parti communiste de Grèce, et, après la scission intervenue en 1968 à la suite de l'établissement de la dictature, du Parti communiste grec de l'Intérieur.
Ses travaux renouvellent et approfondissent considérablement ceux de Marx, Lénine, Gramsci et Weber, et portent notamment sur le rôle complexe et multiple de l'État dans les sociétés occidentales, les caractéristiques de la « nouvelle petite bourgeoisie », la problématique de la division entre travail intellectuel et travail manuel. Opérant une distinction fondamentale entre l'appareil d'État et le pouvoir d'État, Poulantzas met en lumière les multiples fonctions dudit État ainsi que les rapports de force et les contradictions qui s'y manifestent.
Selon Poulantzas, l'État capitaliste est distinct de l'instance économique mais agit constamment sur elle. L'État est dirigé par un « bloc au pouvoir » composé de différentes fractions des classes dominantes, ce bloc assurant son hégémonie en parvenant à trouver des compromis avec les autres classes et fractions de classes, ainsi qu'à l'aide des Appareils idéologiques d'État (AIE).
Vers la fin des années 1970, après la chute des dictatures portugaise (1974), grecque (1974) et espagnole (1978), Nicos Poulantzas tente d'esquisser les contours théoriques d'une voie originale vers un socialisme démocratique, proche des conceptions de l'eurocommunisme. En même temps, il développe avec le concept d'étatisme autoritaire une analyse des mutations sécuritaires des États démocratiques occidentaux. Ses contributions sur ce thème ont été recueillies après sa mort dans Repères et sont précisées de façon plus systématique dans L'État, le pouvoir, le socialisme, ouvrage marqué par l'influence des travaux de Foucault.
Après plusieurs mois de dépression, il se suicide en octobre 1979 en se défenestrant du cinquantième étage de la Tour Montparnasse.
Il était marié avec Annie Leclerc. Henri Leclerc est son beau-frère.

## Œuvre
- Nature des choses et droit, Essai sur la dialectique du fait et de la valeur, Paris, Librairie générale de droit et de jurisprudence, 1965, VI-366 p. Thèse de doctorat en droit Notice BnF
- Pouvoir politique et classes sociales de l'État capitaliste, Paris, Maspéro, coll. « Textes à l'appui », 1968, 399 p. (« Petite collection Maspéro », 1971, 200 et 199 p.)
- Fascisme et Dictature, La IIIe Internationale face au fascisme, Paris, Maspéro, coll. « Textes à l'appui », 1970, 404 p. Notice BnF. Nouvelle édition : Fascisme et dictature, Éditions du Seuil, 1974.
- La Crise des dictatures : Portugal, Grèce, Espagne, Paris, Maspero, 1975. Notice BnF
- Les Classes sociales dans le capitalisme aujourd'hui, Paris, Éditions du Seuil, 1974. Notice BnF
- L'État, le pouvoir, le socialisme, Paris, PUF, 1978, 300 p. (rééd. Paris, Les Prairies ordinaires, 2013, 387 p.) Notice BnF
- Repères, hier et aujourd'hui : Textes sur l'État, Paris, Maspero, 1980, 182 p. [ (ISBN 2-7071-1180-5)]

Collaborations
- Nicos Poulantzas (dir.), La Crise de l'État, Paris, P.U.F., 1976, 348 p. Notice BnF. Avec la collab. de Suzanne de Brunhoff, Christine Buci-Glucksmann, Manuel Castells, Dominique Charvet, etc.
- Raúl Benítez Zenteno (dir.), Las clases sociales en América Latina : problemas de conceptualización, México, Siglo veintiuno ed., 1987 (10e édition), 453 p. [ (ISBN 968-23-0159-9)]. Séminaire de Mérida, Yucatan. Avec la collaboration de Florestan Fernandes, Alain Touraine, etc.